# Cedar Falls (Iowa)
Cedar Falls ist eine Stadt (mit dem Status „City“) im Black Hawk County im mittleren Nordosten des US-amerikanischen Bundesstaates Iowa.
Bei der Volkszählung im Jahr 2020 hatte Cedar Falls 40.713 Einwohner.
Cedar Falls ist neben Waterloo eine der beiden Kernstädte der Waterloo – Cedar Falls metropolitan area.

## Geographie
Cedar Falls liegt beiderseits des Cedar River, dem größten Nebenfluss des Iowa River, einem rechten Zufluss des Mississippi. Die Stadt liegt auf 42°31′40″ nördlicher Breite und 92°26′44″ westlicher Länge und erstreckt sich über 74,8 km2, die sich auf 73,3 km2 Land- und 1,5 km2 Wasserfläche verteilen.
Nachbarorte sind Waterloo (11,5 km flussabwärts in südöstlicher Richtung), Hudson (16,2 km südlich), Dike (20,1 km südwestlich), New Hartford (16,9 km westnordwestlich) und North Cedar (2,7 km nördlich).
Die nächstgelegenen größeren Städte neben Waterloo sind Rochester in Minnesota (187 km nördlich), Dubuque an der Schnittstelle der Staaten Iowa, Wisconsin und Illinois (159 km östlich), Cedar Rapids (99,9 km südöstlich) und Iowas Hauptstadt Des Moines (182 km südwestlich).

## Verkehr
Durch die nördlichen Stadtteile von Cedar Falls führt der zum Freeway ausgebaute U.S. Highway 218, der parallel zum Cedar River verläuft. Im Zentrum der Stadt trifft er auf die Ioway Highways 27, 57, 58 und 934. Den südlichen Stadtrand bildet der zum Freeway ausgebaute U.S. Highway 20.
In Cedar Falls kreuzen mehrere Bahnlinien der Iowa Northern Railway und der Canadian National Railway.
Der nächstgelegene Flughafen ist der Waterloo Regional Airport, von wo aus durch Zubringerflüge mehrerer Fluggesellschaften Anschluss an die Großflughäfen Chicago O’Hare und Minneapolis-Saint Paul hergestellt wird.

## Demografische Daten
Nach der Volkszählung im Jahr 2010 lebten in Cedar Falls 39.260 Menschen in 13.978 Haushalten. Die Bevölkerungsdichte betrug 535,6 Einwohner pro Quadratkilometer.
Ethnisch betrachtet setzte sich die Bevölkerung zusammen aus 93,4 Prozent Weißen, 2,1 Prozent Afroamerikanern, 0,2 Prozent amerikanischen Ureinwohnern, 2,3 Prozent Asiaten sowie aus anderen ethnischen Gruppen; 1,7 Prozent stammten von zwei oder mehr Ethnien ab. Unabhängig von der ethnischen Zugehörigkeit waren 2,0 Prozent der Bevölkerung spanischer oder lateinamerikanischer Abstammung.
In den 13.978 Haushalten lebten statistisch je 2,41 Personen.
17,3 Prozent der Bevölkerung waren unter 18 Jahre alt, 70,3 Prozent waren zwischen 18 und 64 und 12,4 Prozent waren 65 Jahre oder älter. 51,9 Prozent der Bevölkerung war weiblich.

Das jährliche Durchschnittseinkommen eines Haushalts lag bei 47.339 USD. Das Prokopfeinkommen betrug 23.730 USD. 21 Prozent der Einwohner lebten unterhalb der Armutsgrenze.

## Bekannte Bewohner
- Fred C. Gilchrist (1868–1950) – Abgeordneter des US-Repräsentantenhauses (1931–1945) – besuchte die Schule und studierte in Cedar Falls
- C. William Ramseyer (1875–1943) – Abgeordneter des US-Repräsentantenhauses (1915–1933) – studierte in Cedar Falls
- Roger Jepsen (1928–2020) – Senator von Iowa (1979–1985) – geboren in Cedar Falls
- Gerald Guralnik (1936–2014) – Physiker – geboren in Cedar Falls
- David R. Nagle (* 1943) – Abgeordneter des US-Repräsentantenhauses (1987–1993) – studierte und arbeitete mehrere Jahre in Cedar Falls
- Nancy Jo Powell (* 1947) – Diplomatin – geboren in Cedar Falls
- Gil Gutknecht (* 1951) – Abgeordneter des US-Repräsentantenhauses (1995–2007) – geboren in Cedar Falls
- Gary Kroeger (* 1957) – Schauspieler
- Brad Penrith (* 1965) – ehemaliger Vizeweltmeister im Ringen – studierte in Cedar Falls
- Bill Stewart (* 1966) – Jazzmusiker – studierte in Cedar Falls
- Marc Andreessen (* 1971) – Mitbegründer von Netscape Communications – geboren in Cedar Falls
- Tolly Thompson (* 1973) – ehemaliger WM-Dritter im Ringen – geboren in Cedar Falls
- John Little (* 1984) – Basketballspieler – studierte in Cedar Falls
- Tim Dodd (* 1985) – Webvideoproduzent und angehender Raumfahrer – aufgewachsen in Cedar Falls